# ヘンリー・ブルース (初代アバーデア男爵)
初代アバーデア男爵ヘンリー・オースティン・ブルース（英: Henry Austin Bruce, 1st Baron Aberdare,GCB PC JP DL FRS FRHistS、1815年4月16日 - 1895年2月25日）は、イギリスの政治家、貴族。
ヴィクトリア朝の自由党政権下で閣僚職を務めた。

## 経歴
1815年4月16日、ウェールズ・グランモーガンシャー・アバーデア・ダフリン（Duffryn）に生まれた。
父はグランモーガンシャーの地主ジョン・ブルース。母はその妻であるサラ（旧姓オースティン）。
スウォンジーのグラマー・スクールで学び、リンカーン法曹院を出て1837年に法廷弁護士の資格を得る。弁護士を開業した頃、ダフリンはじめアバーデア谷の一帯に石炭が発見され、彼の一族も所有する土地から莫大な富を得た。6年ほど弁護士の仕事をした後、1843年にその仕事から手を引いた。
1847年から1852年にかけてアバーデアの治安判事を務め、警察行政にあたった。
1852年にマーサー・ティドビル選挙区から当選して自由党所属の庶民院議員となる。1868年12月の解散総選挙でこの選挙区の議席を失うが、1869年にはレンフルーシャー選挙区から当選し、叙爵される1873年までここの議席を維持した。
1862年11月から1864年4月にかけて第2次パーマストン子爵内閣の内務副大臣を務めた。その後、1866年7月までパーマストン子爵内閣とその後継のラッセル伯爵内閣で教育委員会副委員長を務めた。
1868年12月から1873年8月にかけて第1次グラッドストン内閣に内務大臣として入閣した。その間の1872年にはライセンス法制定を主導した。同法にはライセンスに関する行政庁の設置や公共住宅に関する不正の罰則強化、飲み物販売時間の短縮などが盛り込まれていた。
1873年8月にグラッドストン首相の要求を受け入れて、内務大臣を辞し、枢密院議長に転任するとともに、アバーデア男爵の爵位を受けて貴族院入りした。
その翌年の解散総選挙に自由党が敗れて下野すると彼の政治家としてのキャリアは事実上終わり、以降は社会問題や経済問題の質問に専念する。
1878年から1892年まで王立歴史協会会長を務める。1881年には王立地理協会会長にも就任した。
また王立ニジェール会社の傘下に創設されたナショナル・アフリカン・カンパニーの社長となり、死去までナイジェリア地域の事業に携わった。この地域は1899年にイギリス政府に保護領として併合されることになる。
1895年2月25日にロンドンで死去した。爵位は長男のヘンリー・キャンベル・ブルースが継承した。

## 栄典

### 爵位
- 1873年8月23日、初代アバーデア男爵（連合王国貴族爵位）[8]

### 勲章
- 1885年1月7日、バス勲章ナイト・グランド・クロス（GCB）[9]

### その他
- 1864年4月26日、枢密顧問官（PC）[10]
- 1876年1月20日、王立協会フェロー（FRS）[3][11]
- 1880年、名誉民事法学博士号（DCL）（オックスフォード大学名誉学位）[3]

## 家族
1846年にアナベラ・バードンと結婚し、彼女との間に第2代アバーデア男爵位を継承する長男ヘンリー・キャンベル・ブルースなど1男3女を儲ける。
1852年にアナベラと死別し、1854年に陸軍軍人ウィリアム・フランシス・パトリック・ネイピア中将の娘ノラと再婚した。彼女との間に登山家となる三男チャールズ・グランヴィル・ブルースなど2男7女を儲ける。